# Attilio Ferraris
Attilio Ferraris (* 26. März 1904 in Rom; † 8. Mai 1947 in Montecatini Terme) war ein italienischer Fußballspieler.
Attilio Ferraris wurde 1934 mit Italien Weltmeister und gilt, besonders unter den Fans der AS Rom, bis heute als legendärer Spieler.
Er war nicht verwandt oder verschwägert mit Pietro Ferraris. Da es zu seiner aktiven Zeit mehrere Spieler mit den Familiennamen Ferraris gab, taucht er in Statistiken oft als Ferraris IV auf.

## Leben
Attilio Ferraris wuchs in Rom auf, sein Vater hatte ein eigenes Geschäft, in dem er Puppen reparierte.
Während seiner gesamten Karriere war Ferraris für seinen, für einen Spitzensportler untypischen, Lebenswandel bekannt. Er war leidenschaftlicher Raucher, liebte es zu pokern und galt als unverbesserlicher Frauenheld. 1938 versprach er Nationaltrainer Vittorio Pozzo mit dem Rauchen aufzuhören, damit dieser ihn für die WM in Frankreich nominierte, er tat es jedoch nicht und verpasste so die WM-Teilnahme und damit seinen zweiten WM-Titel.
Nach Ende seiner Profilaufbahn spielte Ferraris bis zum Alter von 40 Jahren für Elettronica und hörte nur deshalb mit dem Fußballspielen auf, weil er, nachdem er einen Schiedsrichter verprügelt hatte, auf Lebenszeit gesperrt wurde.
Attilio Ferraris starb am 8. Mai 1947, bei einem Altherren-Spiel in Montecatini Terme, auf dem Fußballplatz. Sein Grabstein auf dem Campo di Verano in Rom trägt die einfache Inschrift „Attilio Ferraris – Weltmeister“.

## Karriere

### Im Verein
Attilio Ferraris begann seine Karriere auf dem Spielfeld des Istituto Pio X unweit der Engelsburg in Rom. Sein erster Verein war Fortitudo Pro Roma, der 1927 in die AS Rom aufging. Aus dieser Anfangszeit stammte auch sein Spitzname Biondino de Borgo Pio (der blonde Junge aus Borgo Pio). Ab 1927 lief er dann für die neu gegründete AS Roma auf und absolvierte in den folgenden sieben Jahren als Außenspieler, Verteidiger und zentraler Mittelfeldspieler insgesamt 198 Ligaspiele für den Klub.
Als typischer Römer Charakter verwandelte sich Ferraris auf dem Spielfeld regelmäßig zum unerbittlichen Kämpfer, für den nur der Sieg zählte. Dabei blieb er jedoch stets ein fairer und korrekter Sportsmann. Besonders seine Duelle mit dem Juventino Raimundo Orsi sind bis heute legendär.
Von 1934 bis 1936 spielte Attilio Ferraris für Lazio Rom, danach zwei Jahre für die AS Bari. 1938/39 kehrte er zur Roma zurück. In der Saison 1939/40 spielte Ferraris für Catania Calcio in der Serie B und beendete danach seine Profilaufbahn.

### In der Nationalmannschaft
Attilio Ferraris debütierte am 1. Januar 1928 beim 3:2 gegen die Schweiz in Genua in der Nationalmannschaft. Damit wurde er der erste italienische Nationalspieler in der Geschichte der AS Rom. Im gleichen Jahr nahm er mit der Olympiamannschaft an den Olympischen Sommerspielen in Amsterdam teil und feierte dort den Gewinn der Bronzemedaille.
1934 gehörte Ferraris zum Kader der Italiener, die im eigenen Land ihren ersten Weltmeistertitel gewannen. Bei diesem Turnier wurde er von Trainer Vittorio Pozzo als rechter Läufer eingesetzt und bestritt drei Partien, darunter auch das Finale gegen die Tschechoslowakei, das man mit 2:1 nach Verlängerung gewann.
Am 14. November 1934 stand Ferraris auch bei der legendären 2:3-Niederlage gegen England auf dem Feld, die als Battle of Highbury in die Geschichte einging, und erwarb sich dabei einen weiteren Spitznamen: il Leone di Highbury (der Löwe von Highbury). Das letzte seiner insgesamt 28 Länderspiele absolvierte Ferraris 1935 gegen Frankreich.

## Erfolge
- Bronzemedaille bei den Olympischen Sommerspielen: 1928
- Europapokal der Nationalmannschaften: 1927–1930
- Weltmeister: 1934